# Charles Bricogne
Ne doit pas être confondu avec Charles-Urbain Bricogne.
Pour les articles homonymes, voir Famille Bricogne et Bricogne.
Charles Bricogne, né le 8 juillet 1913, mort au combat à Bir-Hakeim le 11 juin 1942, est un officier français des Forces françaises libres qui s'est illustré à Halfaya et à la bataille de Bir Hakeim. Il est compagnon de la Libération.

## Biographie

Armes des Bricogne.

Charles Adolphe Marie Bricogne naît le 8 juillet 1913 à Quincy-le-Vicomte en Côte-d'Or. Il est le fils aîné des dix enfants du colonel Alfred Emmanuel Bricogne et d'Édith Marie Edmée Labouré, elle-même petite-fille, par sa mère Louise Royer, d'Édith Royer.
Son oncle Joseph Labouré (né en 1898), aspirant au 7e régiment d'artillerie de campagne, est tué au deuxième jour de l'offensive finale des alliés, le 19 juillet 1918, à Villers-Hélon (Aisne).
Son frère cadet Michel Bricogne (né en 1914), saint-cyrien, officier de carrière, lieutenant au 11e régiment de dragons portés, meurt au combat le 21 mai 1940 à Berneville, lors de la bataille d'Arras.

### Scolarité
Après le collège jésuite Saint-Clément à Metz, Charles Bricogne entre en classe préparatoire au lycée Sainte-Geneviève de Versailles.

### École polytechnique puis officier d'artillerie
Charles Bricogne entre à l'École polytechnique et fait partie de la promotion 1932. En 1934, il sort de l'X à la 40e place. Il choisit d'être militaire d'active, ce qui est un choix fréquent à la sortie de l'X dans l'entre-deux-guerres : les Polytechniciens représentent alors un cinquième des officiers recrutés dans l'armée de terre. Bricogne sort major de l'École d'application de l'artillerie de Fontainebleau. Il choisit alors le 73e régiment d'artillerie à Lunéville.

### Début de la Seconde Guerre mondiale
En mai 1940, Charles Bricogne est capitaine. Son régiment d'artillerie, affecté à la 2e division légère de cavalerie, résiste à une importante colonne de blindés allemands dans la région de Sedan. Puis son régiment recule de Sedan jusqu'à la côte de Haute-Normandie. Pendant cette retraite, la batterie d'artillerie que commande Charles Bricogne (3e batterie du 73e régiment d'artillerie) participe à de nombreuses contre-attaques au cours desquelles elle détruit plusieurs chars allemands, ce qui vaut au capitaine Bricogne d'être cité à l'ordre de l'armée.
Son régiment, d'autres unités de l'armée française ainsi que la 51st Highland Division ne parviennent pas à rejoindre les ports de Fécamp et du Havre. Ils se replient vers le petit port de Saint-Valery-en-Caux pour tenter, comme à Dunkerque, d'embarquer vers l'Angleterre. Ils sont alors encerclés par la 7e Panzerdivision commandée par le général Erwin Rommel.
Le port de Saint-Valery-en-Caux est assiégé et bombardé pendant plusieurs jours. L'embarquement devient impossible, les unités françaises et britanniques n'ont plus de munitions. Charles Bricogne et quatre autres officiers parviennent, le 12 juin 1940, à s'extraire de la poche de Saint-Valery-en-Caux. Puis ils décident de se séparer pour être moins visibles.
Le capitaine Bricogne endosse des vêtements civils. Il tente de s'embarquer pour l'Angleterre par Dieppe, puis de passer la Seine à Caudebec pour rejoindre les lignes françaises. Sans succès. Il rejoint alors Paris à pied, en évitant les grandes routes et les agglomérations. Puis, à bicyclette, il gagne la Bourgogne et Clermont-Ferrand.
À la fin de 1940, animé d'un forte volonté de revanche militaire, Charles Bricogne obtient son affectation en Syrie,. Il y sert sous les ordres du colonel Philibert Collet et commande un des escadrons de Tcherkesses.

### Officier de la France libre
En mai 1941, les Allemands veulent soutenir Rachid Ali al-Gillani qui s'est révolté contre la mainmise britannique en Irak. Le 6 mai 1941, ils obtiennent de l'amiral Darlan, chef du gouvernement de Vichy, que la France mette à la disposition de la Luftwaffe l'aérodrome militaire d'Alep dans le nord de la Syrie, afin que des avions militaires allemands Messerschmitt Bf 110 et Heinkel 111 puissent aider l'insurrection de Rachid Ali al-Gillani en Irak. Allant loin dans la voie de la collaboration militaire, le représentant du régime vichyste en Syrie, le général Henri Dentz, livre aux Irakiens alliés du Reich hitlérien 66 camions d'essence, 295 tonnes d'armes et munitions, une batterie de canons de 75 et une de 155.
Dans ce contexte, Charles Bricogne décide de rejoindre les troupes de la France libre dans la nuit du 21 au 22 mai 1941. Il explique clairement ses motivations dans une lettre à sa famille : « Je suis dans l’armée du général de Gaulle depuis la nuit du 21 au 22 mai. Nous avons passé la frontière cette nuit-là avec beaucoup de camarades, jugeant que l’armée de Syrie ne servirait jamais plus à rien d’utile, puisque le commandement accepte de prêter la Syrie aux Allemands, contre l’Angleterre.
Je suis de plus en plus convaincu que le général de Gaulle a raison ; les abandons successifs du gouvernement français font croire qu’il ne ruse plus, mais qu’il est convaincu de la collaboration.
C’est du suicide et en plus c’est déshonorant. Enfin c’est absurde puisque nous allons gagner la guerre et que cette politique [de collaboration] retardera la fin et mettra la France ce jour-là dans la plus mauvaise situation possible. »
Dans les troupes de la France Libre au Moyen-Orient, le commandant Jean-Claude Laurent-Champrosay charge alors Charles Bricogne de former et d'entraîner le 2e groupe du 1er régiment d'artillerie des Forces françaises libres (1er RAFFL). Le régiment part pour le désert de Libye en décembre 1941, au sein de la 1re brigade française libre commandée par le général Kœnig.
Le capitaine Bricogne combat à la tête de son groupe contre l'Afrikakorps et des divisions italiennes. Il s'illustre notamment à Halfaya où ses obus pilonnent l'adversaire. Il participe à des sorties de Jock Columns, unités mixtes qui comprennent une section d'infanterie, une section de canons de 75, des automitrailleuses et des éléments du génie. Les Jock Columns harcèlent et attaquent en force les convois militaires allemands et italiens dans le désert de Libye.
À Bir Hakeim, au printemps 1942, Charles Bricogne est commandant en second du 1er régiment d'artillerie de la France Libre, qui repousse avec succès plusieurs attaques blindées de l'ennemi et contribue largement à préserver l'intégrité de la position tout au long de la bataille.
Le 10 juin 1942, prenant en compte la pénurie de munitions, les pertes et l’éloignement progressif des Britanniques, le général Kœnig décide que la 1re brigade française libre sortira de vive force du camp retranché. Le 10 juin au soir, tard dans la nuit, le chef de corps (commandant Laurent-Champrosay) et son adjoint (chef d'escadron Bricogne) regroupent les véhicules et les 8 canons restés intacts sur 24. Le 1er régiment d'artillerie doit traverser les lignes de l’Afrika Korps, sans tirer, en sauvant le maximum de matériel. Charles Bricogne parcourt la colonne, tout est en ordre.
L’infanterie a déjà commencé sa progression après le déminage effectué par le génie. Sous l'éclairage des fusées-signaux lancées par un ennemi trop vite alerté, le régiment s’ébranle et avance par saccades au milieu des explosions des mines, des incendies des véhicules, des cris des blessés ou des mourants, et des balles traceuses des armes automatiques allemandes et italiennes.
Charles Bricogne est blessé pendant la sortie du camp retranché, alors qu'il tente de réduire un nid de mitrailleuses,,.
Blessé à la tête, au thorax, aux poumons et aux jambes, Charles Bricogne est récupéré au petit matin par une ambulance allemande. Il meurt quelques heures plus tard, le 11 juin 1942. Enterré dans le désert, sa sépulture n'a jamais été retrouvée. La Croix-Rouge confirme sa mort à sa famille en France en novembre 1942.

### Témoignages
Charles de Gaulle, dans ses Mémoires de guerre, cite le commandant Bricogne parmi les trois officiers supérieurs morts au combat à Bir Hakeim : « Nos troupes laissaient sur le terrain 1109 officiers et soldats, morts, blessés ou disparus. Parmi les tués, trois officiers supérieurs : le lieutenant-colonel Broche, les commandants Savey et Bricogne.»
Le général Pierre Kœnig, dans son livre sur Bir Hakeim, évoque le commandant Bricogne. Il vante son agressivité contre l'ennemi et son charisme vis-à-vis de ses subordonnés.
L'historien Henri de Wailly dresse son portrait d'après un entretien avec le colonel Salin, alors officier avec Bricogne au 73e régiment d'artillerie : « Ce chrétien convaincu, aux cheveux très courts, au nez bourbonien, au teint coloré, doué d’une énergie hors du commun se fait maigrir pour pouvoir monter à cheval en compétition. Lors de l’effondrement de Saint-Valéry-en-Caux il s’échappera à bicyclette, rejoindra la France Libre et mourra à Bir Hakeim. » L'historien raconte également son attitude face à la reculade du 22e régiment d'infanterie coloniale à la bataille d'Abbeville : il s'arme d'un fusil-mitrailleur et menace les fuyards.

## Distinctions
- Chevalier de la Légion d'honneur
- Compagnon de la Libération par décret du 11 mai 1943[6]
- Croix de guerre 1939–1945, palme de bronze
- Médaille de la Résistance française avec rosette par décret du 24 avril 1946[16]